# 토마토증권통
《토마토증권통》은 증권 정보 업체인 이토마토에서 운영하는 증권 정보 방송으로 2002년 10월에 개국하였다.
2004년엔 이데일리와, 2006년부터 CNBC와 제휴하였으며 하루 24시간 방송을 한다. 그리고 2009년 현재 한국 경제전문 채널로는 최초로 HD방송을 실시 중이다. 2021년 4월 19일 토마토증권통으로 채널명 변경되었다.

## 방영 프로그램
- 토마토 모닝쇼
- 데스매치
- 열린시장 상한가를 잡아라
- 마켓 2막 1장, 2장
- 12시 증시타파
- 진짜 시황
- 용의자Y
- 집중!골든타임
- 프리미엄 종목상담 VVIP
- 배워야산다
- 강재현의 깡쎈클럽
- NOW
- 메이데이2015
- MONEY MEN
- 이종복의 실전매매 최고수의 길
- 김동현의 MAKE SENSE
- 거장
- 경제/재테크
  - 명강
  - 나는 전문가다
  - 경제 리포트 트렌드를 잡아라
  - 종목 포커스
  - 주간 마켓 포커스
- 방송 추천주
  - 열린시장 레이싱
  - 라스트찬스
  - 방송 추천주 똑똑
- 기획/특집
  - 특집방송
  - 블랙아웃 구원의 빛, 스마트그리드
  - 세대공감 토크파티 해피투머로우
  - 토마토스페셜
  - 경제가 흐르는 인문학 까페
  - 시가 흐르는 문화콘서트 <락포엠>
  - 건축, 9회말 2아웃
  - 녹색보증수표 탄소
  - 아시나요, 그 이후
  - 빈곤의 새 희망, 마이크로 크레딧
  - 핫머니 전쟁
  - 펀드 자본주의의 소리없는 침략
- 이슈 및 테마
  - Spot News
  - 긴급진단
  - 경제지표 발표

## 종영 프로그램
- "도전 100%" 개장 전략
- "도전 100%" 마감 전략
- 10시 50분
- 10시 선물 시황센터
- 10인의 개장 찬스
- 11시 외환 시황센터
- 11시 유쾌한 시황센터
- 12시 50분
- 12시 시황센터
- 15시 50분
- 1시 시황센터
- 1위만 기억하라
- 3시 시황센터
- 8시 30분 강재현의 트리플P(미국/유럽)
- 강재현의 트리플P(아시아)
- 개장전 포인트
- 객장 추천주
- 객장 투자 포커스
- 객장 파워리그 미리보기
- 객장 ING 객장은 회의중..
- 객장파워리그 시즌3 VOD
- 객장파워리그 오후장 실전전략
- 고봉준 전문가의 강의
- 고수비책-스마트검색
- 국내 뉴스 브리핑
- 국내 수급 정리
- 굿모닝 싱싱경제
- 글로벌 데이터 센터
- 글로벌 시장 마감
- 글로벌 외신 센터
- 글로벌 특징주
- 금요일의 영웅 하제누리
- 금융상품절친노트
- 김동현의 마켓본색
- 김동현의 마켓본색
- 김상오의 마켓밸런스
- 김석철의 파워시스템
- 끝내주는
- 남자
- 내일장 공략주
- 내일장 증권통(通)
- 뉴스, 5분
- 뉴스라인 - 재테크뉴스
- 뉴스통
- 뉴스통
- 인사이드 뉴스통-기획뉴스
- 더배워야산다(금)
- 더배워야산다(목)
- 더배워야산다(수)
- 더배워야산다(월)
- 더배워야산다(화)
- 독종
- 독종Live
- 두 남자의 리얼 테마
- 라스트찬스 토마토vs객장
- 레알머니 보험
- 레알머니 부동산
- 레알머니 은퇴
- 레알머니 자산관리
- 레알머니 절세
- 레알머니 펀드
- 리서치센터장에게 듣는다
- 마감브리핑
- 마감지수 동향
- 마켓 시그널(월~목)
- 마켓 인터뷰
- 마켓 포인트
- 문화속 경제이야기
- 목요일의 영웅 김동현 묻고 따지고 삽니다
- 미국 키워드 미국/유럽 증시 마감 동향(업종)
- 민태성의 글로벌 핫이슈
- 바보 투자클럽
- 박동석의 이슈&피플
- 박쌤의 메가 트렌드
- 박한샘의 수급 빅매치
- 백발백중 별들의 매매리그
- 선물 배틀 선물 전략
- 선물 파생 전략 Talk
- 선물시장 마감
- 수·평·계 투자 노하우
- 수·평·계 투자 노하우
- 수급 돋보기
- 수급이 답이다
- 수급인사이드
- 수급통通
- 수급NOW
- 수요일의 영웅 여인수
- 스몰캡리포트
- 스타의 친구를 소개합니다
- 스팟중계석
- 스펙트럼 투자전략
- 스피드진단
- 스피드진단 Round2
- 시장 기상도
- 시장의 맥 시청자 Q&A(2)
- 아시아 글로벌 핫이슈
- 아시아 외신 브리핑
- 아시아 증시 마감 동향
- 아시아 키워드
- 아시아 핫이슈
- 아침N 체인지업
- 앙케이트쇼
- 애정야인 & 순정야인
- 야인 히든카드
- 야인들의 까톡
- 야인들의 오후
- 여의도 리포트
- 여의도 리포트 줌-인
- 여의도 추천주
- 여의도 투자 포커스
- 열린시장 레이싱 리뷰
- 열린시장 체크업 - 수급
- 열린시장 체크업 - 수급
- 오늘장 주요 증시일정
- 오늘장 클린업
- 오늘장 Top 10
- 오후 N Chage-Up
- 오후장 주요 공시
- 우슬초 - 배워야산다특강
- 원포인트레슨
- 원포인트레슨(금) 황금연못
- 원포인트레슨(목) 하제누리
- 원포인트레슨(수) 여인수
- 원포인트레슨(월) 매매휴
- 원포인트레슨(화) 유성치
- 월요일의 영웅 이종복
- 월요일의 영웅 이종복
- 유라이크 워런버핏
- 은퇴설계 Happy Tomorrow
- 응답하라 메이데이
- 응답하라 메이데이 시즌2
- 이기자의 증시 캘린더
- 이슈 1
- 이슈 2
- 이슈따라 종목따라

이슈인사이드
이승준의 now
이시각 미국 증시 동향
이시각 아시아
이종목을 알고싶다
인생역전 성공투자
재테크의 달인
전문가 온라인생방송
- 전문가 온라인생방송
- 정오의 데이트
- 종목 진실게임
- 종목 헌터스
- 종목 X-Ray
- 종목배틀! 토마토 vs. 객장
- 종목 60분
- 주간 수급 분석
- 주간 업종 테마
- 주간 차트 분석
- 주간Talk왈왈 1부
- 주간Talk왈왈 2부
- 주사위 주식 검색 '딩동'
- 중국 출발동향
- 중국 출발동향
- 증권사 추천주
- 증권사 추천주
- 증권사 호재/악재
- 증권통 관심주
- 증권통 관심주
- 지영이의 아자아자
- 지욱이의 아자아자
- 지점장 포트폴리오
- 진단쇼 당신의 12시
- 차트통通 체크리포트
- 최수창의 승승장구
- 최원준의 트레이딩룸
- 탐(貪)나는 대물(大物)
- 탑팀 중계석
- 특징주
- 토마토 마스터 전략
- 토마토인터뷰
- 토마토 TIMES
- 토토군단 필승작전
- 투데이 종목 핫핫핫
- 투자자문 전망대
- 투자칼럼
- 투자클럽 전략실
- 투자클럽 추천주
- 투자클럽 핫 종목
- 투자클럽NOW
- 특징주 Why
- 하승훈 전문가의 강의
- 하제누리의 마켓프리즘
- 하제누리의 파워시스템
- 한규수의 빼어날 秀
- 한규수의 필승매매
- 한눈에 보는 경제신문
- 한눈에 보는 주도주
- 한밤의 通 해외시장 우리시장
- 해외증시 우리증시
- 해외증시 포인트
- 해외통通
- 허위원의 업종 돋보기
- 허위원의 업종 돋보기
- 허위원의 이슈통 현장
- FOCUS 화요일의 영웅 금산
- Round1. 맞수배틀
- Round2. 맞수동맹
- Tonight Show!